# تحالف الأحزاب الإسلامية
التحالف الإسلامي الكبير  أو تحالف الأحزاب الإسلامية  كان تحالفًا انتخابيًا للمنظمات التي يقودها الحزب الجمهوري الإسلامي،  تنافس في انتخابات المؤتمر الدستوري الإيراني عام 1979. كان أكبر تحالف في الانتخابات،  واستخدم نفوذه على الإعلام ولجان الثورة الإسلامية والمساجد لطرد خصومه، وأهمهم التحالف الخماسي للجماعات الإسلامية الراديكالية.

## الأحزاب في التحالف
المجموعات الرئيسية في التحالف كانت:
- الحزب الجمهوري الإسلامي [4]
- منظمة مجاهدي الثورة الإسلامية [2]
- فيلق الحرس الثوري الإسلامي [2]
- رابطة رجال الدين المقاتلين [2]
- جمعية مدرسي الحوزة في قم [2]
- فدائيو الإسلام [2]

شمل التحالف أيضًا مجموعات أصغر.